# إيفان مولر (منافس ألعاب قوى)
إيفان مولر (بالسويدية: Ivan Möller)‏ هو منافس ألعاب قوى سويدي، ولد في 12 فبراير 1884 في غوتنبرغ في السويد، وتوفي بنفس المكان في 31 يوليو 1972.

## وصلات خارجية
- ايفان مولر على موقع أوليمبيديا (الإنجليزية)
- ايفان مولر على موقع اللجنة الأولمبية السويدية (السويدية)